# Twilight Time (canción)
«Twilight Time» (Hora del Crepúsculo) es una canción popularizada por grupo estadounidense The Platters en 1958.

## Descripción
Con letra de Buck Ram y música de The Three Suns (Morty Nevins, Al Nevins, and Artie Dunn). Ram señaló que originalmente la escribió como si fuera como un poema, sin música, cuando estaba en el instituto.
La grabación instrumental original incluía tanto la realizada por The Three Suns (1944) como por Les Brown & His Band of Renown (1945).
La versión de Les Brown's se grabó en noviembre de 1944 y se publicó en noviembre de 1945 como cara B de Sentimental Journey , la primera grabación de la canción. La primera versión vocal, también de 1945, se debe a Jimmy Dorsey con Teddy Walters en los coros.
A lo largo de los años se ha grabado por numerosos artistas, aunque la versión más conocida es la de The Platters que llegó al número uno en la lista de los discos más vendidos en Estados Unidos y al número 3 en el Reino Unido.
The Platters grabaron una versión en español, titulada «La Hora del Crepúsculo», cantada a ritmo de rumba.

## Al caer la noche
La banda de rock española Duncan Dhu grabó también una versión en castellano, titulada «Al caer la noche». El tema está incluido en su tercer álbum, El grito del tiempo.